# Мајо (Мичиген)
Мајо (енгл. Mio) насељено је место без административног статуса у америчкој савезној држави Мичиген.

## Демографија
По попису из 2010. године број становника је 1.826, што је 190 (-9,4%) становника мање него 2000. године.
|                   | 2010.          | 2000.          |
| Укупно            | 1 826 (100,0%) | 2 016 (100,0%) |
| Белци             | 1 744 (95,51%) | 1 937 (96,08%) |
| Остали            | 50 (2,738%)    | 45 (2,232%)    |
| Хиспаноамериканци | 26 (1,424%)    | 29 (1,438%)    |
| Афроамериканци    | 4 (0,219%)     | 3 (0,149%)     |
| Азијати           | 2 (0,110%)     | 2 (0,099%)     |